# Chiesa di Nostra Signora di Bonaria (Dorgali)
La chiesa di Nostra Signora di Bonaria  è un edificio religioso ubicato a Cala Gonone, frazione di Dorgali situata nel golfo di Orosei, Sardegna centro-orientale. Consacrata al culto cattolico, è sede dell'omonima parrocchia e fa parte della diocesi di Nuoro.